# National Women’s Soccer League 2017
National Women's Soccer League 2017 er den femte sæson af National Women's Soccer League, USAs topdivision af kvindernes fodbold.

## Stadion og lokaliteter
To hold, Dash og Reign, bruger ikke hele kapaciteten på deres stadions til deres hjemmekampe. Den fulde kapacitet på deres stadions kan ses i parentes og kursiv.
| \| Hold \| Stadion \| Kapacitet \| \| ---------------------- \| ------------------------------------------------------------------- \| -------------- \| \| Boston Breakers \| Soldiers Field Soccer Stadium \| 4.000 \| \| Chicago Red Stars \| Toyota Park \| 20.000 \| \| Houston Dash \| BBVA Compass Stadium \| 7.000 (22.039) \| \| FC Kansas City \| Swope Soccer Village (primary)[1] Children's Mercy Park (secondary) \| 3.500 18.467 \| \| North Carolina Courage \| Sahlen's Stadium at WakeMed Soccer Park \| 10.000 \| \| Orlando Pride \| Orlando City Stadium \| 25.500 \| \| Portland Thorns \| Providence Park \| 21.144 \| \| Seattle Reign FC \| Memorial Stadium \| 6.088 (12.000) \| \| Sky Blue FC \| Yurcak Field \| 5.000 \| \| Washington Spirit \| Maryland SoccerPlex \| 4.000 \| | Breakers Red Stars Kansas City Dash Courage Pride Thorns Reign Sky Blue Spirit Placering af holdene i National Women's Soccer League. |                |
| Hold | Stadion | Kapacitet      |
| Boston Breakers | Soldiers Field Soccer Stadium | 4.000          |
| Chicago Red Stars | Toyota Park | 20.000         |
| Houston Dash | BBVA Compass Stadium | 7.000 (22.039) |
| FC Kansas City | Swope Soccer Village (primary) Children's Mercy Park (secondary)                                                                      | 3.500 18.467   |
| North Carolina Courage | Sahlen's Stadium at WakeMed Soccer Park                                                                                               | 10.000         |
| Orlando Pride | Orlando City Stadium | 25.500         |
| Portland Thorns | Providence Park | 21.144         |
| Seattle Reign FC | Memorial Stadium | 6.088 (12.000) |
| Sky Blue FC | Yurcak Field | 5.000          |
| Washington Spirit | Maryland SoccerPlex | 4.000          |

## Stillingen
| Pos | Hold                   | K  | V  | U | T  | M+ | M- | MF  | P  | Kvalifikation |
| --- | ---------------------- | -- | -- | - | -- | -- | -- | --- | -- | ------------- |
| 1   | North Carolina Courage | 24 | 16 | 1 | 7  | 38 | 22 | +16 | 49 | NWSL Shield   |
| 2   | Portland Thorns FC     | 24 | 14 | 5 | 5  | 37 | 20 | +17 | 47 | NWSL Playoffs |
| 3   | Orlando Pride          | 24 | 11 | 7 | 6  | 45 | 31 | +14 | 40 | NWSL Playoffs |
| 4   | Chicago Red Stars      | 24 | 11 | 6 | 7  | 33 | 30 | +3  | 39 | NWSL Playoffs |
| 5   | Seattle Reign FC       | 24 | 9  | 7 | 8  | 43 | 37 | +6  | 34 |               |
| 6   | Sky Blue FC            | 24 | 10 | 3 | 11 | 42 | 51 | −9  | 33 |               |
| 7   | FC Kansas City         | 24 | 8  | 7 | 9  | 29 | 31 | −2  | 31 |               |
| 8   | Houston Dash           | 24 | 7  | 3 | 14 | 23 | 39 | −16 | 24 |               |
| 9   | Boston Breakers        | 24 | 4  | 7 | 13 | 24 | 35 | −11 | 19 |               |
| 10  | Washington Spirit      | 24 | 5  | 4 | 15 | 30 | 48 | −18 | 19 |               |

## Statistik
| Nr. | Spiller            | Klub                   | Mål |
| --- | ------------------ | ---------------------- | --- |
| 1   | Sam Kerr           | Sky Blue FC            | 17  |
| 2   | Marta              | Orlando Pride          | 13  |
| 3   | Megan Rapinoe      | Seattle Reign FC       | 12  |
| 4   | Christen Press     | Chicago Red Stars      | 11  |
| 5   | Alex Morgan        | Orlando Pride          | 9   |
| 5   | Lynn Williams      | North Carolina Courage | 9   |
| 7   | Christine Sinclair | Portland Thorns FC     | 8   |
| 8   | Natasha Dowie      | Boston Breakers        | 7   |
| 8   | Jessica Fishlock   | Seattle Reign FC       | 7   |
| 8   | Ashley Hatch       | North Carolina Courage | 7   |

| Nr. | Spiller            | Klub                   | Assists |
| --- | ------------------ | ---------------------- | ------- |
| 1   | Nahomi Kawasumi    | Seattle Reign FC       | 9       |
| 2   | Shea Groom         | FC Kansas City         | 6       |
| 2   | Meghan Klingenberg | Portland Thorns FC     | 6       |
| 2   | Adriana Leon       | Boston Breakers        | 6       |
| 2   | Marta              | Orlando Pride          | 6       |
| 6   | Daphne Corboz      | Sky Blue FC            | 5       |
| 6   | Taylor Lytle       | Sky Blue FC            | 5       |
| 6   | Camila             | Orlando Pride          | 5       |
| 6   | Lynn Williams      | North Carolina Courage | 5       |

## NWSL Playoffs
Top-fire holdene fra den regulære sæson konkurrerer om NWSL mesterskabet.
|  | Semifinaler | Semifinaler            | Semifinaler            |   |   | Mesterskab         | Mesterskab | Mesterskab |
|  |             |                        |                        |   |   |                    |            |            |
|  | 2           | Portland Thorns FC     |                        |   |   |                    |            |            |
|  | 3           | Orlando Pride          |                        |   |   |                    |            |            |
|  |             |                        |                        |   | 2 | Portland Thorns FC | 1          |            |
|  |             | 1                      | North Carolina Courage | 0 |   |                    |            |            |
|  | 1           | North Carolina Courage |                        |   |   |                    |            |            |
|  | 4           | Chicago Red Stars      |                        |   |   |                    |            |            |

### Semifinaler
| 7. oktober 2017 12:30pm (PDT) |

| Portland Thorns FC                                    | 4–1     | Orlando Pride |
| ----------------------------------------------------- | ------- | ------------- |
| Henry 12' 80' · Sonnett 15' · Raso 71' · Sinclair 82' | Rapport | Kennedy 23' · |

| Providence Park Portland, Oregon Tilskuere: 18.193 Dommer: Timothy Ford |

| 8. oktober 2017 3:30pm (EDT) |

| North Carolina Courage | 1–0     | Chicago Red Stars |
| ---------------------- | ------- | ----------------- |
| O'Sullivan 90'         | Rapport | Colaprico 36'     |

| Sahlen’s Stadium at WakeMed Soccer Park Cary, North Carolina Tilskuere: 10.017 Dommer: Ramy Touchan |

### Mesterskab
| 14. oktober 2017 4:30pm (EDT) |

| North Carolina Courage | 0–1     | Portland Thorns FC                                        |
| ---------------------- | ------- | --------------------------------------------------------- |
|                        | Rapport | Heath 41' · Raso 45+1' · Horan 50' · Brynjarsdóttir 72' · |

| Orlando City Stadium Orlando, Florida Tilskuere: 8.124 Dommer: Danielle Chesky |